# Lisjöbanan
| Letzter Zug der Lisjöbana 1926 |           |                    |                    |
| Streckenlänge: | 10,384 km |                    |                    |
| Spurweite: | 1093 mm   |                    |                    |
| |           |                    |                    |
| \| \| 0,000 \| Surahammar slussen \| Surahammar slussen \| \| \| \| Björkkärret \| \| \| \| 10,384 \| Lisjö lastkaj \| Lisjö lastkaj \| |           |                    |                    |
| Kopfbahnhof Streckenanfang (Strecke außer Betrieb)                                                                                      | 0,000     | Surahammar slussen | Surahammar slussen |
| Blockstelle (Strecke außer Betrieb) |           | Björkkärret        | Björkkärret        |
| Kopfbahnhof Streckenende (Strecke außer Betrieb)                                                                                        | 10,384    | Lisjö lastkaj      | Lisjö lastkaj      |

Lisjöbanan war eine private schwedische Schmalspurbahn der Surahammars Bruks AB, dem Gründer von Vagn Aktie Bolaget I Södertälje (VABIS). Sie hatte eine Spurweite von 1093 mm und führte von Surahammar nach Lisjö in Västmanland.

## Geschichte
Die Surahammars Bruks AB beauftragte Ingenieur J. Nilsson mit der Ausarbeitung eines Planes für die Strecke von einem Torfabbaugebiet in Björkkärret nach Surahammar. Dieser erstellte einen Kostenvoranschlag für eine Pferdebahn in Höhe von 95.490 Riksdaler und für eine Bahn mit Dampfbetrieb mit 139.805 Rdr. ohne die drei notwendigen Brücken über den Strömsholm-Kanal und weitere Bäche. Der Bau wurde am 10. Oktober 1874 beschlossen.
Die Konzession wurde 1875 erteilt und enthielt den Bau einer Schubbrücke über den Kanal durch die Strömsholms Nya Kanalbolag. Die Bauarbeiten begannen im Sommer 1875, im Herbst 1876 war die Strecke zur Besichtigung und Abnahme fertig. Beim Bau wurden Schienen der Norbergs järnvägsaktiebolag verwendet, die 1876 ihre Strecke auf Normalspur umspurte. 24 offene Güterwagen und zwei gedeckte Güterwagen für den Gepäcktransport, die Kristinehamns Mekaniska Verkstad gebaut hatte, wurden von der Kristinehamn–Sjöändans järnväg für 9100 Kronen gekauft.
Anfangs wurden die Wagen von Pferden gezogen, bevor 1878 die bereits zwei Jahre zuvor von Kristinehamns Mekaniska Verkstad mit der Baunummer 17 gefertigte Dampflokomotive VAULUNDER mit der Achsfolge B erworben wurde. Diese kostete 10.750 Kronen.
1877 wurde an der Hovgårdsgärde ein Lokschuppen gebaut, der mit 740,89 Kronen berechnet wurde. Dieser wurde 50 Jahre später abgerissen.
Geplant war, die Strecke bis zur Bahnstrecke Köping–Uttersberg–Riddarhyttan zu verlängern, die die gleiche Spurweite hatte. Der Anschluss sollte vermutlich bei Gisslarbo bruk erfolgen, um über diese Strecke die Produkte der Eisenhütte Surahammar bruk zum Hafen in Köping zu bringen.
Mit der Bahn wurden vor allem Torf, Brennholz, Holz und andere landwirtschaftliche Produkte von Lisjö nach Surahammars bruk transportiert. Für den Milchtransport zur Molkerei in Surahammar wurde ein Güterwagen mit einem Dach versehen und mit einer Handbremse ausgestattet. Teilweise wurden die Wagen mit Ochsen bespannt. Diese wurden auf abschüssigen Streckenabschnitten in den Wagen geladen und mit Schwerkraft transportiert.
Während des Ersten Weltkrieges wurde der Bahnbetrieb wieder mit Pferden durchgeführt. 1917 erhielt die Lokomotive eine umfassende Hauptuntersuchung. Unter dem neuen Betriebsleiter A. Sjöholm wurde der Milchwagen durch den Mechaniker Aug. Velander mit einem Motor versehen. Dieser Versuch wurde jedoch nach ständigen Problemen und Reparaturen wenige Monate später aufgegeben. Normale Güterzüge verkehrten mit acht offenen sowie einem mit einer Handbremse ausgestatteten gedeckten Güterwagen.
Als die Torfgewinnung in Björkkärret beendet wurde, verlor die Bahnstrecke ihre Bedeutung. Andere Güter konnten zu dieser Zeit bereits mit Kraftfahrzeugen schneller und günstiger befördert werden. Deshalb erfolgte 1926 die Einstellung der Bahnstrecke.

## Personenverkehr
An Sommersonntagen verkehren Züge nach Lisjö, bei denen die Fahrgäste in den offenen Güterwagen mitfahren durften. Dabei war es häufig der Fall, dass die Kleidung der Fahrgäste durch Funkenflug der Lokomotive beschädigt wurde.

## Reste der Bahn

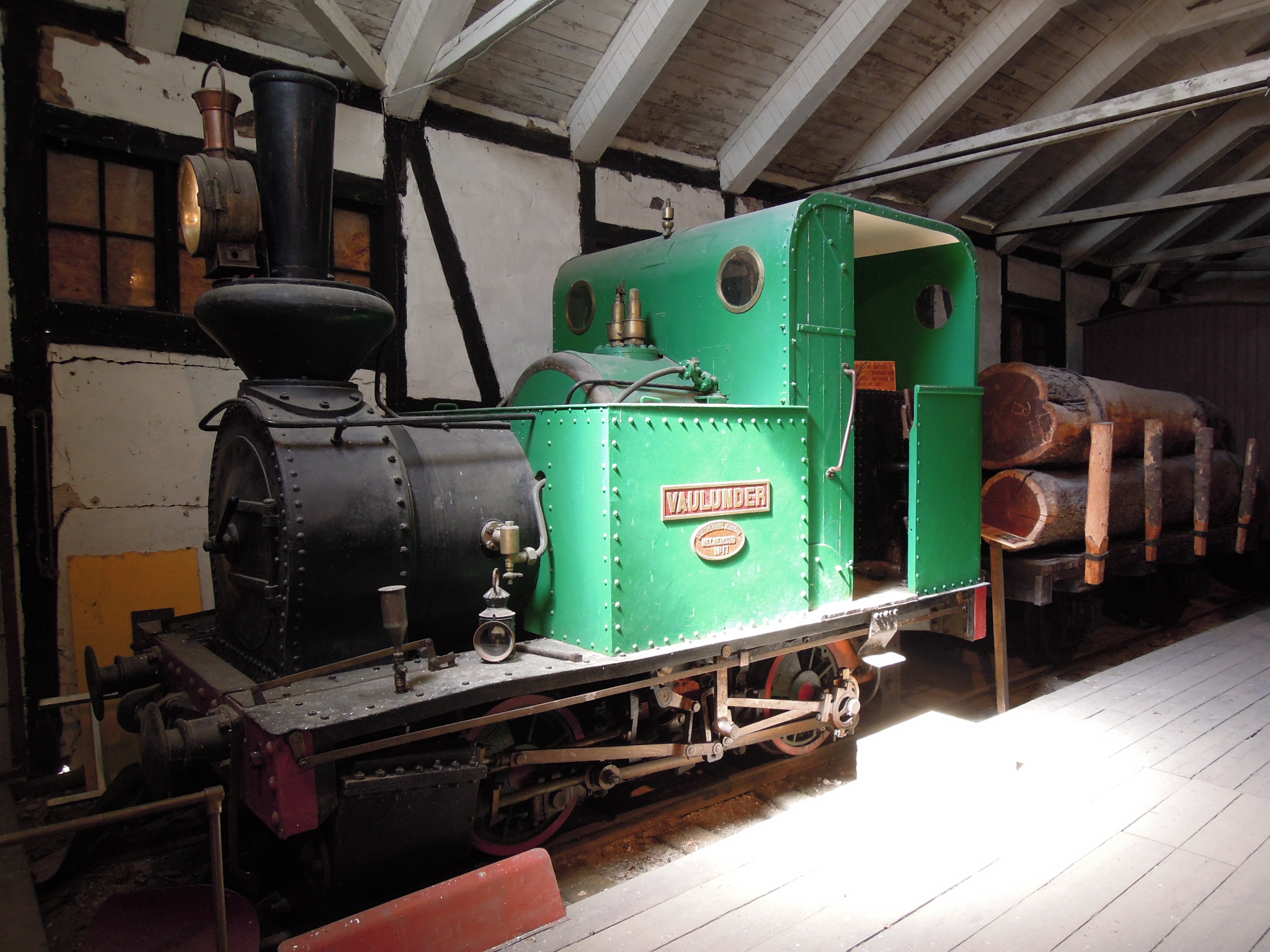
Die VAULUNDER im Hüttenmuseum Surahammar

Die Gleise endeten an der Schleuse des Strömsholm-Kanals in Surahammar, wo noch Spuren zu finden sind. Hinweisschilder sind am Vaulunder-Brunnen angebracht, an dem die Dampflokomotive Wasser auffüllte, sowie am Frachtkai am Bovallen.
Die Lokomotive VAULUNDER sowie mehrere Wagen sind im Hüttenmuseum Surahammar bruk aufbewahrt.